# Saint-Eusèbe (Haute-Savoie)
Saint-Eusèbe is een gemeente in het Franse departement Haute-Savoie (regio Auvergne-Rhône-Alpes) en telt 424 inwoners (2004). De plaats maakt deel uit van het arrondissement Annecy.

## Geografie
De oppervlakte van Saint-Eusèbe bedraagt 6,9 km², de bevolkingsdichtheid is 61,4 inwoners per km².
De onderstaande kaart toont de ligging van Saint-Eusèbe (Haute-Savoie) met de belangrijkste infrastructuur en aangrenzende gemeenten.

## Demografie
Onderstaande figuur toont het verloop van het inwonertal (bron: INSEE-tellingen).